# شمعون أولمان
شمعون أولمان (بالعبرية: שמעון אולמן) برفسور وعالم حاسوب إسرائيلي في معهد وايزمان للعلوم، وحائز على جائزة إسرائيل في علوم الحاسوب. ولد بالقدس عام 1948 .